# Jimmy Santy
Santiago Rogelio Farfán Holguín (Lima, 5 de mayo de 1946), conocido por su nombre artístico Jimmy Santy, es un cantante peruano de la nueva ola, gozó de éxito y popularidad en las décadas de 1960 y 1970. Tanto en su país natal, así como también en México. Entre sus principales éxitos se encuentran las versiones Sabor a salado (Sapore di sale del italiano Gino Paoli), Mira cómo me balanceo (Guarda come dondolo de Edoardo Vianello) y Chin chin (Tchin-tchin del francés Richard Anthony, que a su vez es una versión de Cheat, cheat de Bick Ford).

## Biografía
Uno de los cuatro hijos de José Manuel Farfán y de la cajamarquina Carmen Holguín Pajares. Santy nació en el distrito limeño de Breña el 5 de mayo de 1944. Estudió en el Colegio Salesiano y el Colegio Bartolomé Herrera. 
A los dieciocho años, conoció a Cecilia Aristeguieta, ya divorciada y con dos hijas, quien sería madre de su primer hijo: Eduardo. En 1985, se casó con la vedette argentina Mabel Luna, con la que tuvo 2 hijos mas: Rogelio Jr. y Hulka con quien hacia giras en Ecuador y Panamá para luego viajar a México.
Durante su juventud, posó para la revista femenina Playgirl. Gozó de mucha popularidad entre las féminas de la época en varias partes de Latinoamérica. Realizó fotonovelas junto a Verónica Castro. Dejó México en 1986 para volver a Perú por una enfermedad terminal de su madre y, desde ahí, se quedó establemente en su país natal.

## Carrera musical
Sus inicios fueron en una compañía de variedades en la que conoció al cantante argentino de tangos Claudio Montes, quien llevó a Jimmy a Chile y Argentina. Regresó a Lima en 1963 y con una buena promoción debutó en el Canal 9 de Lima. Su primer sencillo apareció en julio de ese año, con la orquesta de Enrique Lynch. Incluyendo Mira cómo me balanceo y Donde nace la vida, del peruano Kike Martino. Se presentó en el show televisivo Cancionísima, con Pepe Miranda y Joe Danova (padre del cantante peruano Gian Marco), entre otros.
Mientras tanto, en 1964, participó en el especial de La hora de Pablo, presentado por Pablo de Madalengoitia, para realizar versiones locales de The Beatles.
Su segundo álbum contuvo su primer gran éxito, Sabor a salado, y Tus caprichitos como Lado B. Después de grabar dos LP, en 1966 fue contratado junto a Mabel Luna para presentarse en México. Donde obtuvo éxito con su versión de Venecia sin ti.
Grabó una docena de álbumes y en 1969 encabezó durante tres meses las listas de popularidad mexicanas con Mi pequeña novia. Actuó en las exitosas fotonovelas de aquella época, junto a Verónica Castro, Enrique Novi, y otros. A comienzos de los setenta, actuó en Rusia y tras su llegada a México se separó de Mabel Luna, a quien le dedicó una canción. Después de unos años de escasa actividad, grabó en 1984 un álbum para PolyGram, con producción de otro compatriota radicado en México, Rulli Rendo, el Rey del Toque. En 1986, tras el terremoto de México de 1985, Jimmy regresó a Perú para atender a su madre enferma de cáncer y desde ese entonces radica allí. Debido a su excéntrica forma de vestir y actuar, fue víctima de homofobia.
En 2007 participó en el Peruvian Parade de New Jersey. Y, en Nueva York, en un maratón para recaudar fondos para los damnificados en el terremoto de ese mismo año.
En 2011 fue hospitalizado debido a una obstrucción nasal por el exceso de cirugías estéticas.
En 2016 intentó suicidarse al haber sufrido una estafa de más de USD 230 000.
En 2023 anunció su espectáculo A mi manera, basada en experiencia de la nueva ola, además de su participación en El gran chef famosos.

## Filmografía

### Cine
- Santo contra la mafia del vicio (1971), cantante.

### Televisión
- Magaly TeVe (2006), invitado especial.
- Al sexto día (2017), entrevistado.
- El gran chef famosos (2023), participante.